# Prise de la Vierge du Cap
Âge d'or de la piraterie
Batailles
- Mata Asnillos (1671)
- Cape Fear (1718)
- Île d'Ocracoke (1718)
- Anjouan (1720)
- Saint-Denis (1721)

La prise de la Vierge du Cap est une bataille navale livrée le 26 avril 1721 entre ce vaisseau portugais et deux navires pirates dans le port de Saint-Denis, sur l'île Bourbon (future île et département français de La Réunion).

## Le navire
Construit en 1710 par les chantiers navals van Reenen à Amsterdam, le futur Nossa Senhora do Cabo ou Vierge du Cap (frégate à 2 ponts, 800 tonneaux et 72 canons), acheté en 1717 par le Portugal est, en 1721, le vaisseau amiral de la marine portugaise. 

## La bataille
Pris dans une tempête, le vaisseau portugais Nossa Senhora do Cabo, parti de Goa en Inde et en route pour Lisbonne, est contraint de relâcher dans le port de Saint-Denis pour réparer ses très importantes avaries : sa mature et son gouvernail sont endommagés et sa coque a souffert. Il transporte une très riche cargaison d'or, d'épices, d'étoffes, de bois précieux... ainsi que des passagers de marque. En effet, Luís Carlos Inácio Xavier de Meneses, comte d'Ericeira, vice-roi des Indes est à bord, ainsi que Dom Sebastian de Andrado, archevêque de Goa.
Pendant une vingtaine de jours, le navire est immobilisé tandis que s'affairent les charpentiers. La majorité de l'équipage est à terre ainsi que le vice-roi et l'archevêque qui bénéficient tous deux de l'hospitalité du gouverneur Beauvollier de Courchant. Le 26 avril, deux voiles sont aperçues à l'horizon. Prévenu et en proie à un sombre pressentiment, le comte d'Ericeira regagne en hâte la Nossa Senhora do Cabo avec une demi-douzaine de compagnons. Les deux navires arborent le pavillon britannique, or tant le Portugal que la France sont en paix avec l'Angleterre, mais cette nationalité affichée ne rassure guère les Lusitaniens. La foule se masse sur la plage de Saint-Denis tandis que les intrus se rapprochent. Arrivés à portée de tir, les deux navires hissent le pavillon noir.
Ce sont en effet des pirates, comme le craignait le comte d'Ericeira, et pas n'importe lesquels. Le premier navire est l'ex-Cassandra capturé de haute lutte sur les Anglais, lors du combat d'Anjouan. Il a été rebaptisé en Fantasy par le capitaine John Taylor, son nouveau commandant ; il est armé de 38 canons et compte 280 hommes d'équipage. Le second navire, le Victory, est dirigé par l'associé de Taylor, le Français Olivier Levasseur, dit La Buse. Il y a 36 canons et 200 hommes à bord. Face à ces prédateurs maritimes, il n'y a qu'un bateau à l'ancre, armé d'une vingtaine de canons seulement (les autres, près d'une cinquantaine, sont passés par-dessus bord pendant la tempête ou sont inutilisables) servis par une poignée de marins : le gros de l'équipage est en effet mêlé à la foule sur la plage et ne peut qu'assister impuissant à la tragédie qui s'annonce. 
Les pirates ouvrent le feu ; galvanisés par le comte d'Ericeira, les Portugais répliquent. Ce qui devait s'annoncer comme une victoire facile devient un combat acharné. Taylor décide d'en terminer et tente l'abordage du Nossa Senhora do Cabo ; les hommes du comte d'Ericeira accueillent les assaillants à coups de mousquets, de pistolets, de haches et de sabres et les repoussent malgré leur supériorité numérique. Le Fantasy s'éloigne et les échanges de bordées reprennent. À bord du Nossa Senhora do Cabo, la situation est désespérée et les munitions viennent à manquer. La mort dans l'âme, le vice-roi doit admettre sa défaite et il fait amener son pavillon.

## Les conséquences
Les pirates s'emparent avec le vaisseau portugais d'un butin gigantesque qui fait de chacun d'eux un homme riche. Les marins survivants sont débarqués à terre, ainsi que le comte d'Ericeira, mais en ce qui le concerne, seulement après paiement d'une rançon de 2 000 piastres, qui est avancée par le gouverneur de Saint-Denis. Cependant, Taylor, impressionné par son courage, lui rend son épée, dont la garde est en or, incrustée de diamants. Les pirates vainqueurs s'éloignent ; quelques jours plus tard, un navire hollandais a la malchance de croiser leur route et sa cargaison s'ajoute au trésor conquis à Saint-Denis. Ses avaries réparées, la Nossa Senhora do Cabo devient le Victorieux  et vient grossir la petite escadre des deux pirates associés. Il sera attribué à Levasseur lors du partage du butin. Entre 1724 et 1729, pourchassé par le corsaire Duguay-Trouin, le pirate échouera son navire sur un haut-fond de la côte malgache. Non renflouable, son épave n'a pas été retrouvée.
Quant au comte d'Ericeira, il est très mal accueilli à son retour à Lisbonne et cela malgré la résistance désespérée qu'il a opposée aux pirates. En effet, parmi la cargaison se trouvaient des diamants qui devaient être remis au roi du Portugal. Ce dernier, furieux de leur perte, sanctionne Ericeira en le bannissant de la cour pendant 10 ans.